# Machadinho d'Oeste
Machadinho d'Oeste è un comune del Brasile nello Stato di Rondônia, parte della mesoregione del Leste Rondoniense e della microregione di Ariquemes.